# Ябу
35°24′ пн. ш. 134°46′ сх. д. / 35.400° пн. ш. 134.767° сх. д.
Ябу (яп. 養父市, Yabu-shi) — це місто, розташоване в префектурі Хьоґо, Японія.
Сучасне місто Ябу було утворено 1 квітня 2004 року злиттям колишнього міста Ябу та міст Ойя, Секіномія та Йока (всі з району Ябу).

## Географія

Місто на мапі префектури Хьоґо

Місто розташоване на острові Хонсю в префектурі Хьоґо регіону Кансай. З ним межують міста Тойоока, Асаґо, Шисьо та села Камі, Вакаса.

## Населення
Станом на квітень 2017, населення міста оцінюється у 24 489 осіб, кількість домогосподарств — 9 572,. Густота населення складає 58 осіб на км². Загальна площа — 422,78 км².

## Символіка
Деревом міста вважається Fagus crenata, квіткою — Lysichiton camtschatcense.

## Галерея

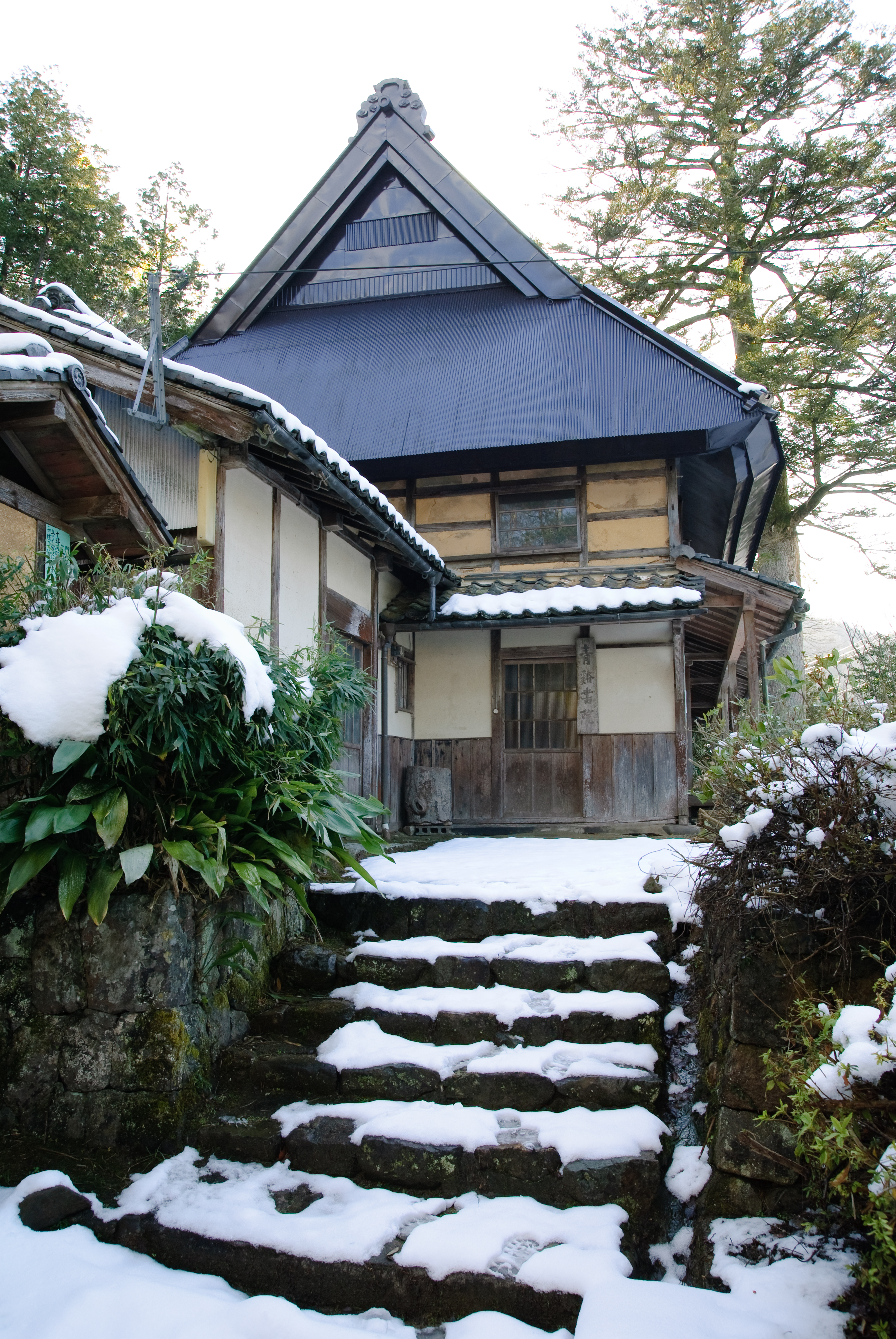
Приватна школа Сейкей Шоін
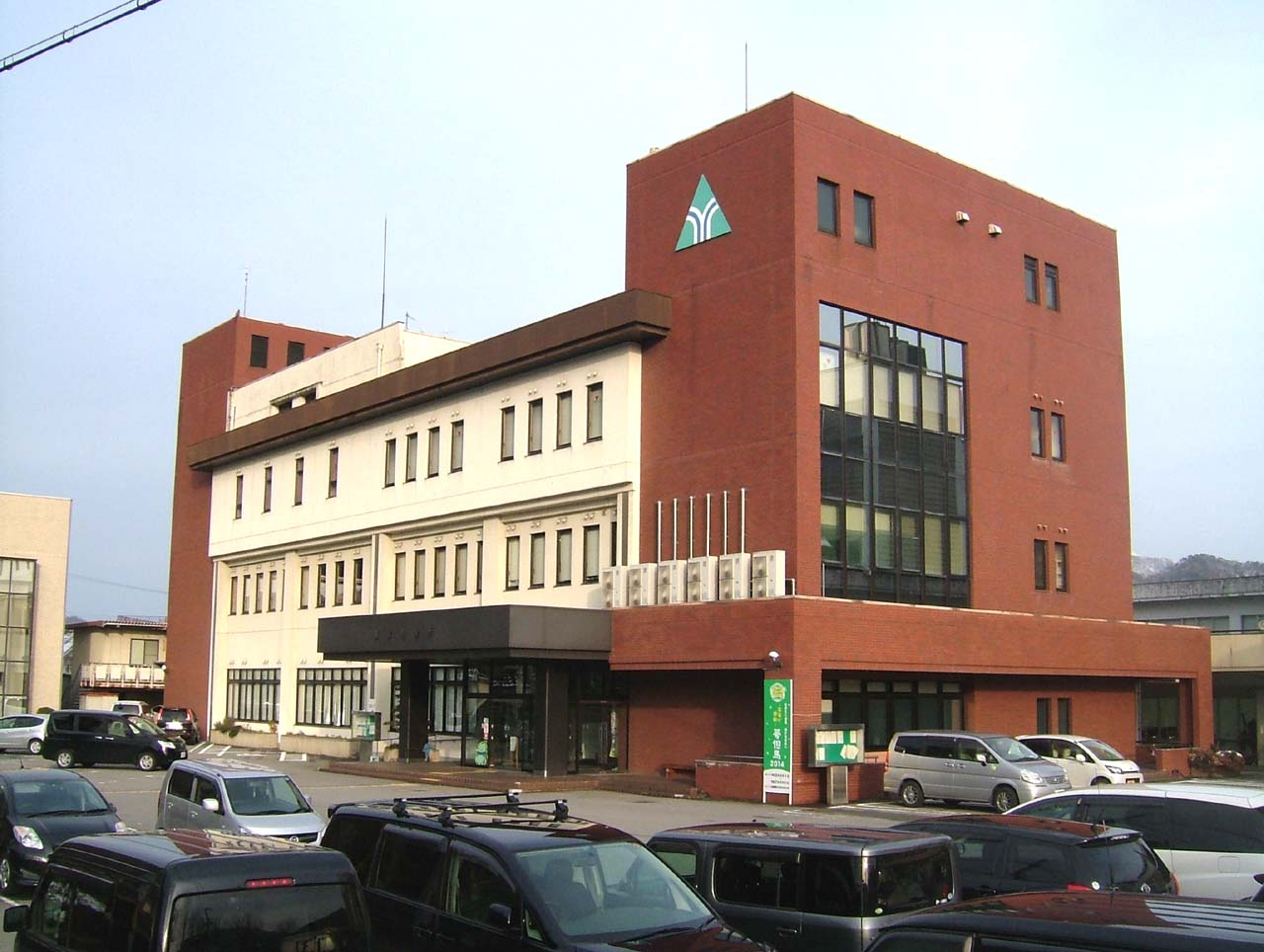
Міський адміністративний офіс
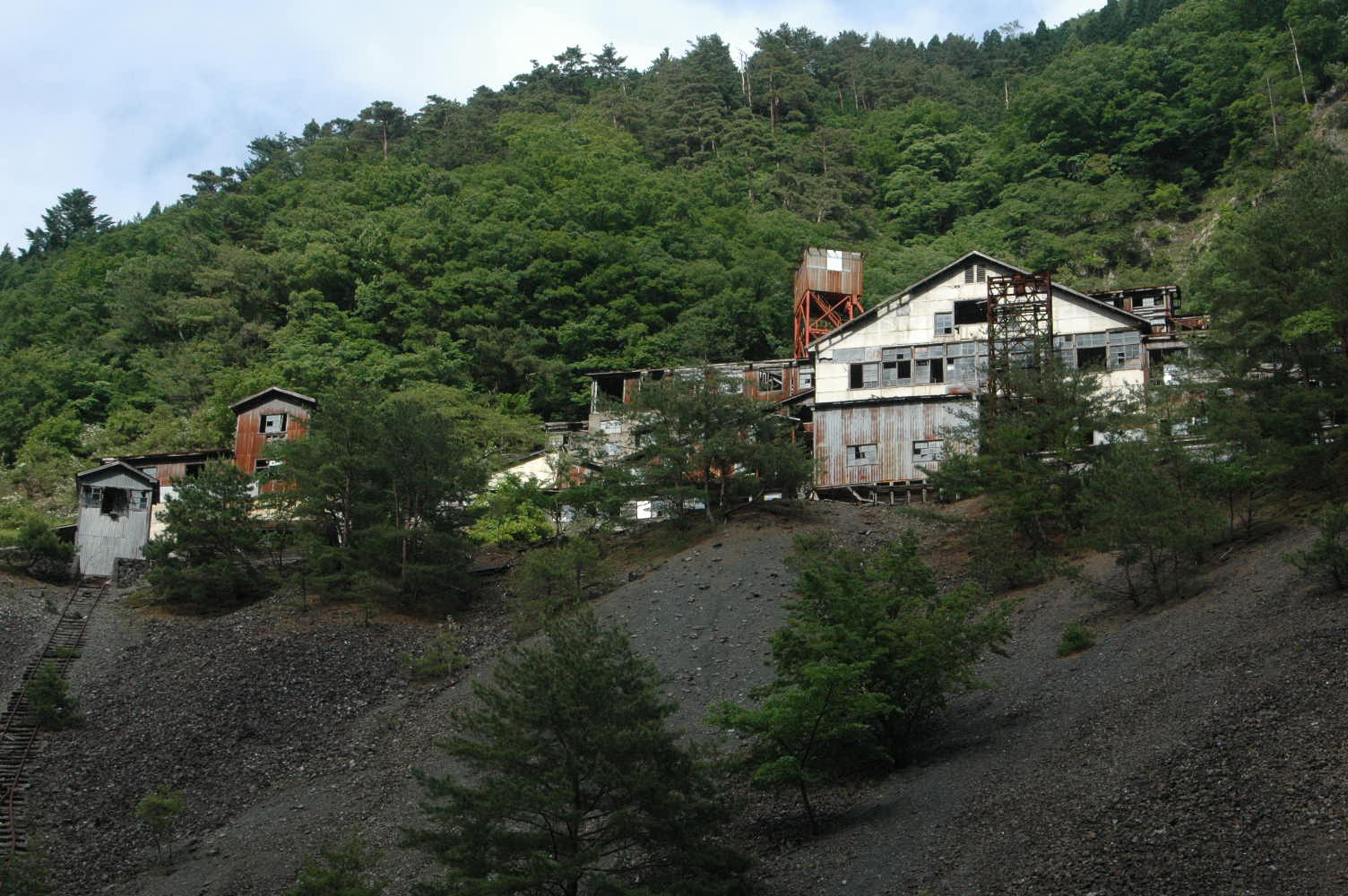
Шахта Акенобе
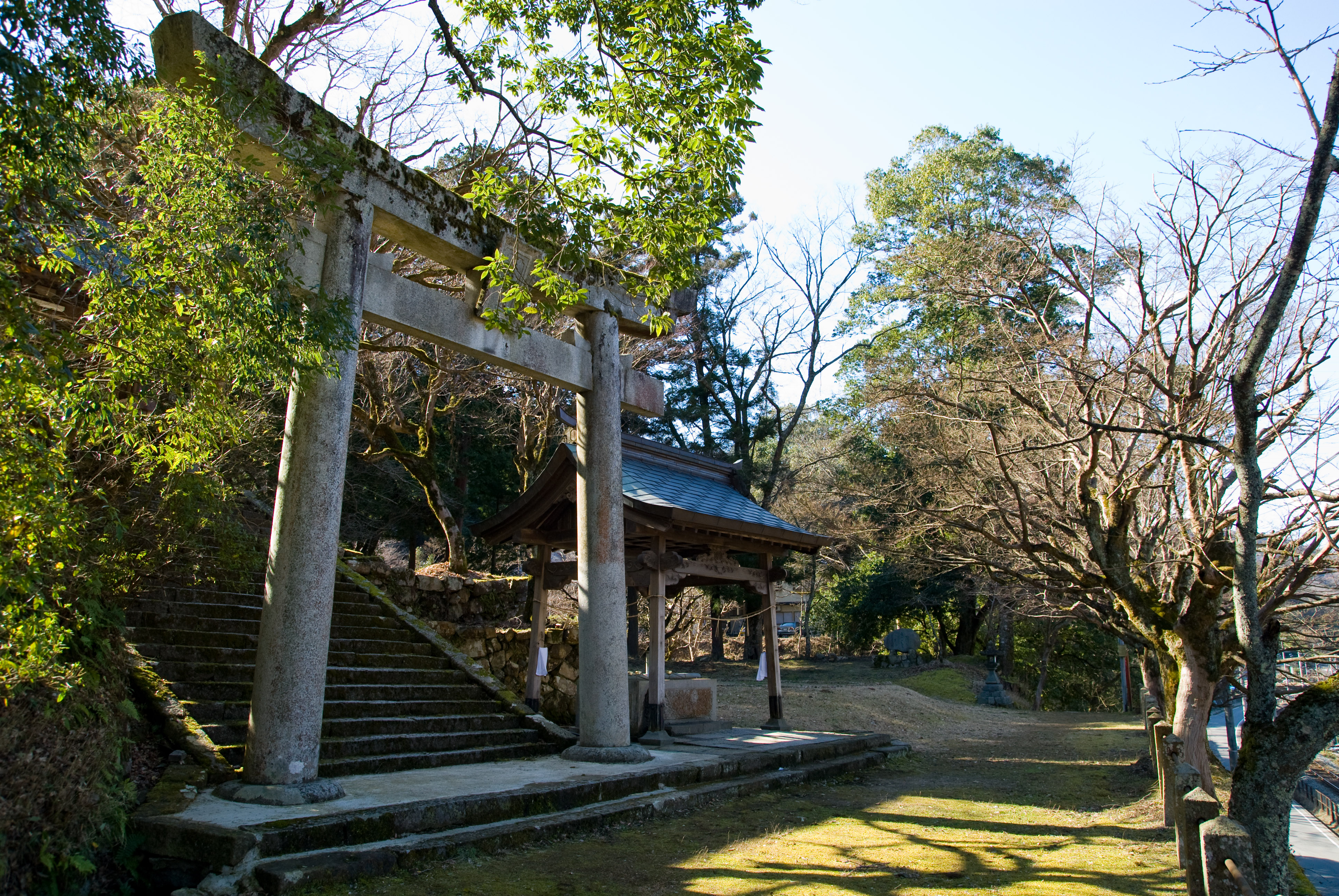
Омивальня святилища в Ябу
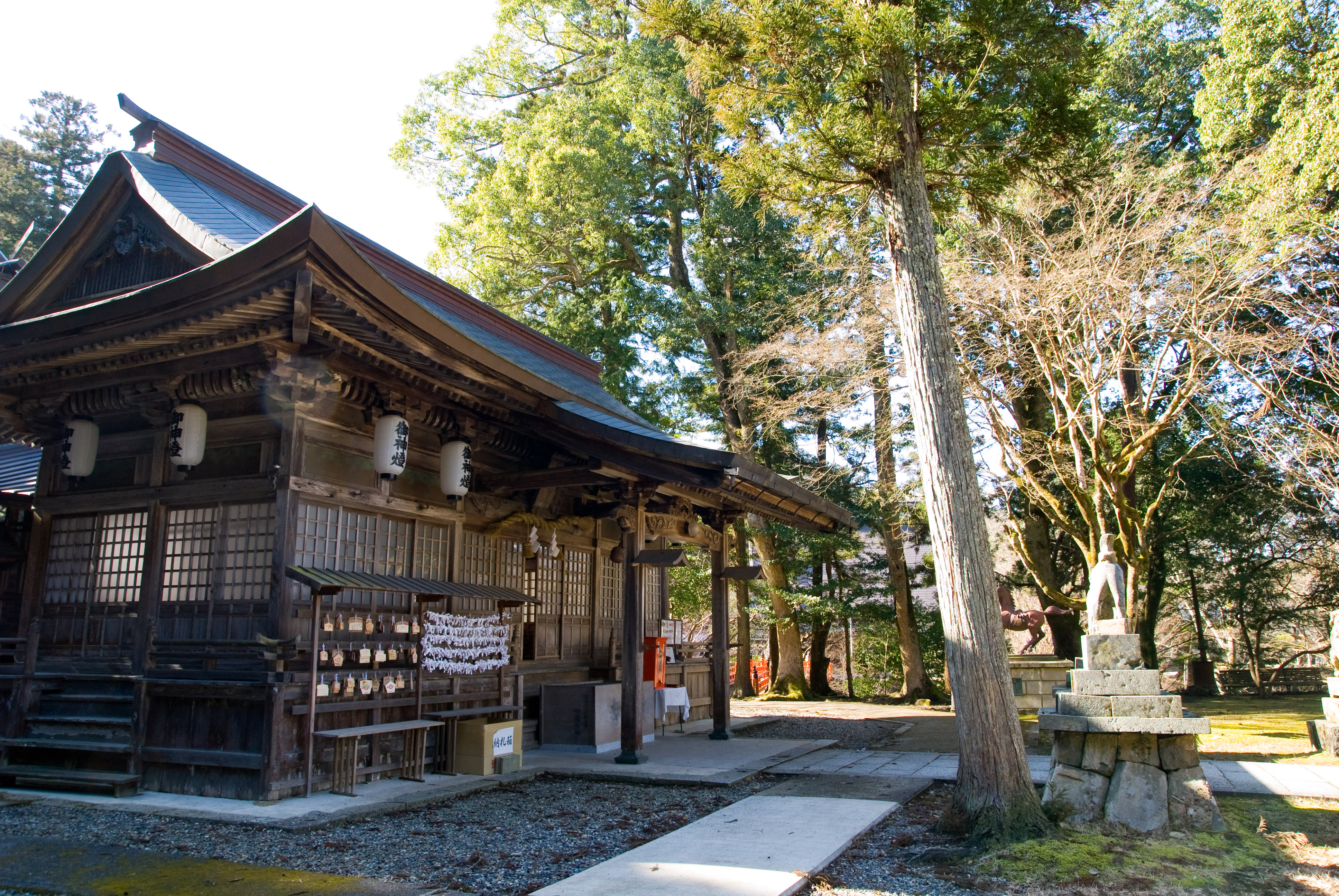
Святилище в Ябу
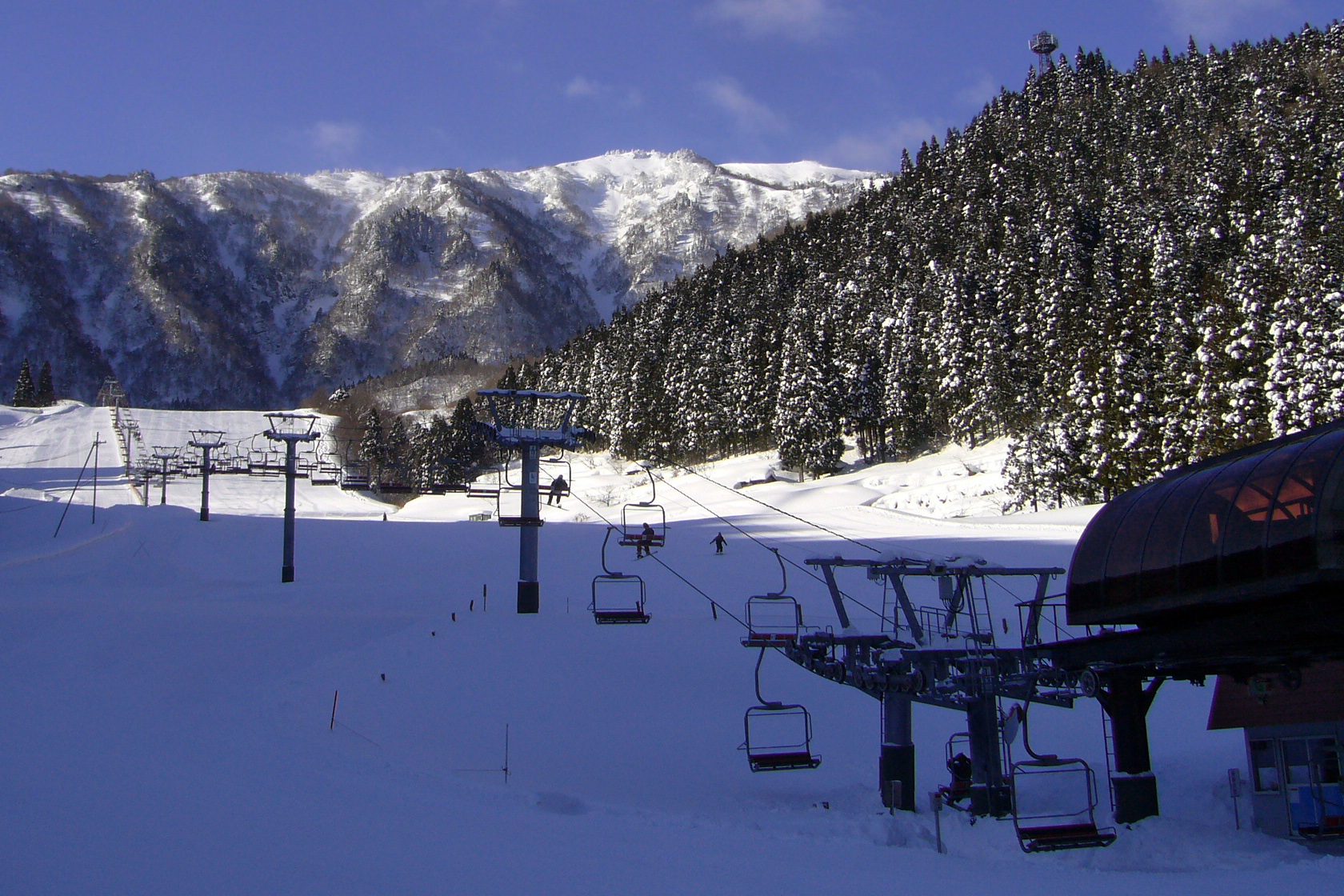
Гора Хіоносен, Міжнародний гірськолижний курорт "Хіоносен"
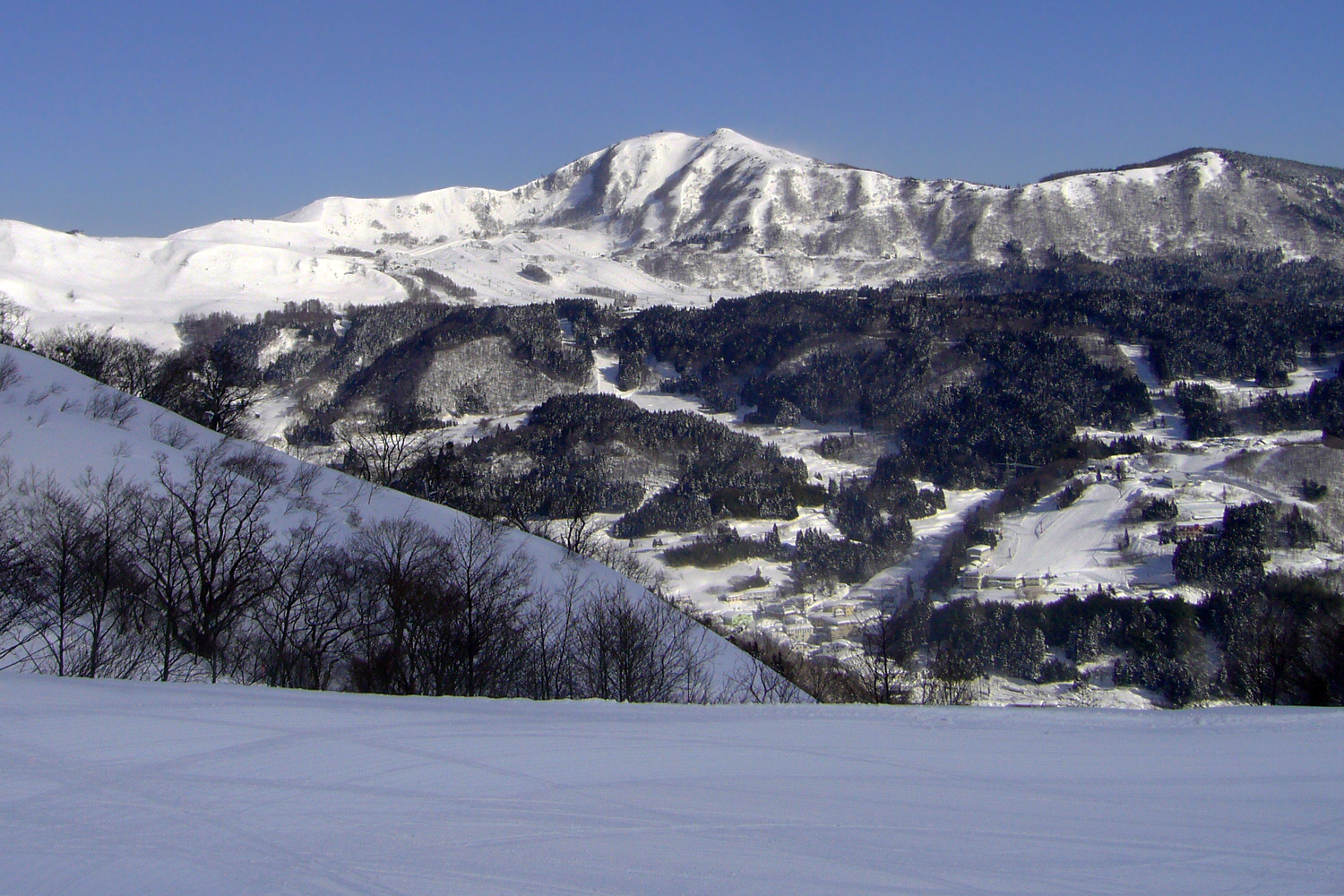
Гора Хачібусе